# Octavian Nicolae Dărămuș
Nicolae Octavian Dărămuș (n. 22 aprilie 1952, Cetea  - d. 19 noiembrie 2020, Sebeș) a fost un deputat român în legislatura 1992-1996 și în legislatura 1996-2000, ales în județul Alba pe listele partidului PUNR. Nicolae Octavian Dărămuș a fost deputat independent din aprilie 1998. Nicolae Octavian Dărămuș a absolvit Facultatea de Silvicultură și Exploatări Forestiere din Brașov, promoția 1977, Universitatea Transilvania. În legislatura 1996-2000, Nicolae Octavian Dărămuș a fost membru în grupurile parlamentare de prietenie cu Republica Federativă a Braziliei și Australia.